# Antennuloniscus simplex
Antennuloniscus simplex là một loài chân đều trong họ Haploniscidae. Loài này được Lincoln miêu tả khoa học năm 1985.